# Wiersdorf
Wiersdorf là một đô thị ở huyện Bitburg-Prüm, trong bang Rheinland-Pfalz, phía tây nước Đức. Đô thị Wiersdorf có diện tích 4,06 km², dân số thời điểm ngày 31 tháng 12 năm 2006 là 224 người.